# Jajeczkowicze
Jajeczkowicze (biał. Яечкавічы, Jajeczkawiczy; ros. Яечковичи, Jajeczkowiczi) – agromiasteczko na Białorusi, w obwodzie brzeskim, w rejonie janowskim, w sielsowiecie Brodnica, nad Piną.
Znajduje się tu prawosławna cerkiew św. Atanazego Brzeskiego w Jajeczkowiczach.

## Historia
W XIX i w początkach XX w. położone były w Rosji w guberni mińskiej, w powiecie pińskim, w gminie Brodnica. Były wówczas własnością Kurzenieckich.
W dwudziestoleciu międzywojennym leżały w Polsce, w województwie poleskim, w powiecie pińskim, w gminie Brodnica. W 1921 miejscowość liczyła 448 mieszkańców, zamieszkałych w 89 budynkach, w tym 423 Białorusinów, 13 tutejszych, 8 Żydów i 4 osoby innych narodowości. 440 mieszkańców było wyznania prawosławnego i 8 mojżeszowego.
Po II wojnie światowej w granicach Związku Sowieckiego. Od 1991 w niepodległej Białorusi.